# Dschingis Khan
| Mongolische Bezeichnung            | Mongolische Bezeichnung |
| ---------------------------------- | ----------------------- |
| Mongolische Schrift:               |                         |
| Transliteration:                   | Činggis Qaɣan           |
| Offizielle Transkription der VRCh: | Qinggis Haan            |
| Kyrillische Schrift:               | Чингис Хаан             |
| ISO-Transliteration:               | Čingis Haan             |
| Transkription:                     | Tschingis Chaan         |
| Aussprache in IPA:                 | [tʃiŋɡɪs χaːŋ]          |
| Andere Schreibweisen:              | Dschingis Khan          |
| Chinesische Bezeichnung            |                         |
| Traditionell:                      | 成吉思汗                |
| Vereinfacht:                       | 成吉思汗                |
| Pinyin:                            | Chéngjísī Hàn           |
| Wade-Giles:                        | Ch’êng-chi-szŭ Han      |

Dschingis Khan (Bildnis aus dem 14. Jh.)

„Dschingis Khan“ im klassischen Mongolisch

Dschingis Khan, ursprünglich Temüdschin oder Temüüdschin (* wahrscheinlich um 1155, 1162 oder 1167; † wahrscheinlich am 18. August 1227), war ein Khagan der Mongolen und Begründer des Mongolischen Reichs. Er vereinte die mongolischen Stämme und eroberte weite Teile Zentralasiens und Nordchinas. Seine Regierungszeit als erster Khagan der Mongolen dauerte von 1206 bis 1227.
Er vereinte die mongolischen Stämme auf dem Territorium der heutigen zentralen und nördlichen Mongolei und führte sie zum Sieg gegen mehrere benachbarte Völker. Nach der Ernennung zum Khagan aller Mongolen begann er mit der Eroberung weiterer Gebiete; im Osten bis an das Japanische Meer und im Westen bis zum Kaspischen Meer. Um dieses Reich zu verwalten, ließ er eine eigene Schrift entwickeln und setzte schriftliche und für alle verbindliche Gesetze durch. Nach seinem Tod wurde das Reich unter seinen Söhnen aufgeteilt und noch weiter vergrößert, fiel aber zwei Generationen später auseinander.

## Name und Schreibweisen
Der Geburtsname war Temüdschin (mongolisch Тэмүжин, mongolisch ᠲᠡᠮᠦᠵᠢᠨ temüǰin), auch Temüüdschin geschrieben (mongolisch Тэмүүжин); er bedeutet im Tatarischen „der Schmied“. Temüdschin erhielt diesen Namen von seinem Vater. Nach alter mongolischer Sitte stammte der Name von einem gefangenen Feind.
Der Titel Dschingis Khan (mongolisch Чингис Хаан, mongolisch ᠴᠢᠩᠭᠢᠰ ᠬᠠᠭᠠᠨ činggis qaγan) wurde Temüdschin im Jahr 1206 verliehen (siehe unten). Andere Schreibweisen sind Genghis Khan, Cinggis-Khan, Dschingis-Chan und Djingis Chan. Die im europäischen Raum weit verbreitete Schreibweise Genghis Khan geht auf D’Herbelot zurück, von dem sie Gibbon übernahm.
Zur Herkunft des Titels gibt es zahlreiche Theorien. Die beiden überzeugendsten Erklärungen sind:
- Dschingis Khan entstand aus der chinesisch-türkischen Zusammensetzung chêng-sze khan (aus chinesisch chêng-sze: „edler Reiter/Ritter“ und alttürkisch khan: „Herrscher“) mit der Bedeutung: „Herrscher der edlen Reiter“.
- Dschingis Khan wurde aus dem rein alttürkischen tengis khan (tengis: „Meer“) gebildet und hätte dann die Bedeutung „Herrscher der Meere“, „Ozeangleicher Herrscher“ oder „Herrscher zwischen den Weltmeeren“ (Weltherrscher).

## Leben

### Chronologischer Überblick
- 1155, 1162 oder 1167: Geburt des Temüdschin.
- 1190: Temüdschin einigt die mongolischen Sippen und unterwirft andere Steppenvölker.
- 1201: Sieg über Gurkhan Dschamucha.
- 1202: Sieg über die Merkiten und die vier Stämme der Tataren.
- 1203: Sieg über die Keraiten.
- 1204: Sieg über die Naimanen.
- 1206: Ernennung Temüdschins zum mongolischen Khagan Dschingis Khan auf dem Kuriltai an der Quelle des Onon.
- 1207/09: Unterwerfung der Tanguten und Errichtung eines Heerlagers auf der chinesischen Seite der chinesischen Mauer für weitere Eroberungszüge.
- 1211: Eindringen in das Gebiet der Jin-Dynastie und Vordringen bis zur Halbinsel Shandong.
- 1215: Einnahme von Peking.
- 1218: Unterwerfung des Kara-Khitai-Reiches am Balchaschsee und Freundschaftsvertrag mit dem muslimischen Choresmischen Reich.
- 1218: Kuriltai zum Beschluss eines Rachefeldzugs gegen das Choresmische Reich nach einem blutigen Überfall auf eine mongolische Karawane und Ernennung des drittältesten Sohnes Ögedei zum Nachfolger Dschingis Khans.
- 1219: Beginn der Tributzahlungen von Korea.
- 1219/20: Sieg in Transoxanien über die Truppen des Choresm-Schahs und Eroberung von Buchara und Samarkand.
- 1220: Dschingis Khan gründet die spätere Stadt Karakorum, Angriffe der Mongolen im Kaukasus und Südrussland.
- 1221: Sieg über die Truppen von Sultan Dschalal ad-Din Mengübirti, Sohn des zuvor auf der Flucht am Kaspischen Meer verstorbenen Ala ad-Din Muhammad. Zerstörung von Nischapur.
- 1223: Vordringen der mongolischen Truppen unter J̌ebe und Sube'etai bis in die Ukraine und Sieg über die Rus in der Schlacht an der Kalka.
- 1224/25: Dschingis Khans Rückkehr in die Mongolei und Beginn der Strafexpedition gegen die Tanguten. Schwere Erkrankung des Khagans infolge eines Reitunfalls.
- 18. August 1227: Tod des Khagans.
- 1229: Kuriltai zur Ernennung von Ögedei zum neuen Khagan nach der Vereinbarung von 1218 und zur Aufteilung der unterworfenen Völker und ihrer Gebiete unter den lebenden Söhnen sowie den Nachkommen des verstorbenen ersten Sohnes Dschötschi.

### Herkunft und Geburt

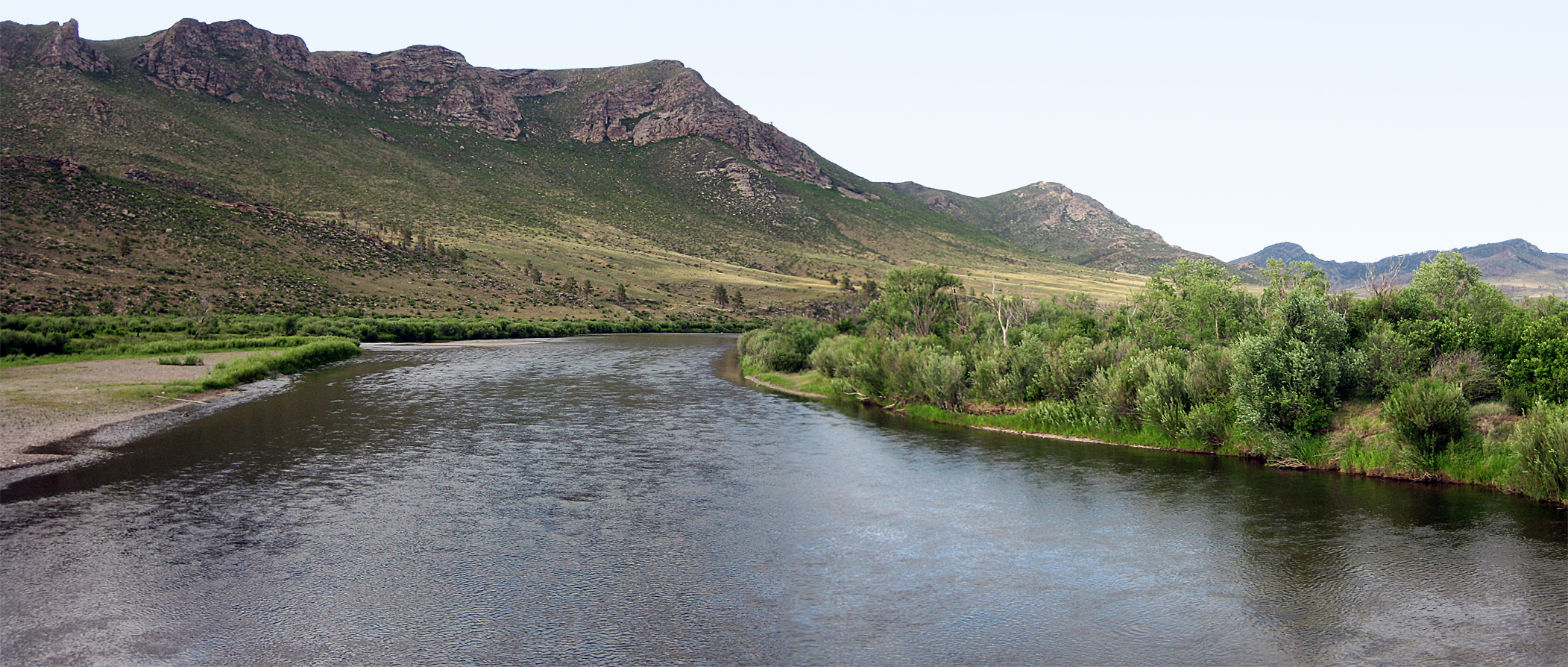
Der Fluss Onon, in dessen Nähe Temüdschin geboren wurde, hier in der Provinz Khentii, Mongolei

Der mongolischen Legende nach waren die Stammeltern von Dschingis Khan (und aller Mongolen) ein Wolf und eine Hirschkuh, die sich nahe dem heiligen Berg Burchan Chaldun am Ufer des dort entspringenden Onon niederließen. Der Berg liegt etwa 170 km östlich von Ulan Bator und ist Teil des Chentii-Gebirges, in dem die Flüsse Kerulen und Tuul entspringen.
Dschingis Khan war ein Mongghol aus dem Clan der Borjigin (Wildenten-Leute) und dem Unterklan der Qiyat (Kijat). Er war der älteste Sohn des Häuptlings Yesügai und seiner Frau Hoe’lun-Ujin (auch Üdschin) und Urenkel des legendären Mongolenfürsten Qabul (auch als Kabul Khan bekannt), der um 1130–1150 die mongolischen Stämme vorübergehend vereinigt hatte. Er erhielt von seinem Vater den Namen Temüdschin.
In der geheimen Geschichte der Mongolen, einem nach dem Tod Dschingis Khans im Auftrag seines Sohn und Nachfolgers Ögedei erstellten Epos, wird berichtet, dass Temüdschin bei seiner Geburt einen Blutklumpen in seiner rechten Faust hielt, für die Mongolen ein Vorzeichen für Stärke und Willenskraft. Als Geburtsort gilt der Burchan Chaldun am Oberlauf des Onon.

### Kindheit und Jugend
Während der Kindheit von Temüdschin bekämpften sich die Clans der Steppe ständig. Sein Vater Yesügai hatte durch Raubzüge gegen die Tataren und Merkiten das Stammesgebiet stark vergrößert und Reichtum angesammelt. Bei einem dieser Überfälle raubte er Hoe’lun-Ujin vom Hochzeitswagen ihres merkitischen Bräutigams und machte sie zu seiner Frau. Wie alle Mongolen lernte Temüdschin früh das Reiten, Bogenschießen und Jagen. Als kleiner Junge zunächst eher ängstlich und schüchtern, entwickelte er eine enge Bindung zu seinem Schwurbruder Dschamucha.
Temüdschin war neun Jahre alt, als sein Vater, wie damals bei den mongolischen Nomaden üblich, mit ihm auf Brautschau ging. Im Lager eines befreundeten Clans vom Stamme der Unggirat hielten sie um die Hand von Börte, der Tochter des Stammesführers, an, die ihnen dieser gewährte. Der zukünftige Bräutigam blieb nach altem Brauch einige Zeit bei seinen Schwiegereltern und freundete sich mit seiner Verlobten an.
Sein Vater ritt allein zurück und nahm unterwegs die Gastfreundschaft von Tataren an. Diese erkannten ihn als Oberhaupt eines feindlichen Stammes und vergifteten ihn. Von einem Boten über den Tod seines Vaters unterrichtet, kehrte Temüdschin zu seinem Stamm zurück. Wegen seiner Jugend wurde er dort jedoch nicht als Nachfolger seines Vaters anerkannt. Die Gefolgsleute wandten sich von seiner Familie ab, die Sippe löste sich auf, und er blieb als ältester Sohn mit der Mutter, seinen drei halbwüchsigen Brüdern und einer kleinen Schwester zurück. Ohne den Schutz des Stammes wurde ihnen nach und nach ihr gesamtes Hab und Gut geraubt. Er und seine Brüder stritten sich häufig, schließlich ermordete Temüdschin seinen Halbbruder Bektar oder tötete ihn im Streit um die Beute nach einem Raubzug.
Andere Mongolenfürsten sahen ihn trotz seiner Armut und seiner Jugend aufgrund seiner aristokratischen Abstammung als Bedrohung, und die Familie musste immer wieder fliehen. Manchmal soll Temüdschin Zuflucht am heiligen Berg Burchan Chaldun gesucht haben. Hier wurde er von den Taijut gefangen genommen, als Sklave gehalten und gedemütigt. Durch seine abenteuerliche Flucht erlangte er bei seinen Altersgenossen großes Ansehen. Er fand seine Verlobte Börte wieder, die er schließlich heiratete.

### Einigung der Mongolen
Es gelang Temüdschin nach und nach, seine Gegner für sich zu gewinnen oder auszuschalten. 1190 vereinte er so die mongolischen Sippen, welche unter seiner Führung begannen, die benachbarten Steppenvölker zu unterwerfen. Als Anreiz für den unbedingten Gehorsam seiner Kämpfer versprach er ihnen reiche Beute.
1201 besiegte er seinen Rivalen und ehemaligen Schwur- bzw. Blutsbruder, den Gurkhan Dschamucha. Dieser konnte fliehen, verlor jedoch einen Großteil seiner Gefolgschaft. Im Kampf gegen Temüdschin ging er ständig wechselnde Bündnisse ein. Seinen engsten Vertrauten wurden diese aussichtslosen Wechselspiele schließlich leid, und sie lieferten ihn an Temüdschin aus. Da diesem Treulosigkeit und Verrat verhasst waren, ließ er die Häscher von Dschamucha und ihre Familienmitglieder töten. Seinem Blutsbruder bot er hingegen erneut seine Freundschaft an und bat ihn, an seine Seite zurückzukehren. Dieser lehnte ab, bat um einen standesgemäßen Tod und wurde daher erwürgt. Später besiegte Temüdschin Kushluq, der mit den Kara-Kitai gegen ihn gekämpft hatte.
1202, nach einem Sieg über die Merkiten im Norden, beschloss Temüdschin, an den Tataren im Osten Vergeltung für den Tod seines Vaters zu üben. In blutigen Kämpfen besiegte er die vier Stämme der Tataren. Nach der Geheimen Geschichte der Mongolen ließ er nur die Tataren am Leben, welche nicht größer als die Achshöhe eines Ochsenkarrens waren. 1203 schlug er die Keraiten unter Toghril Khan und Nilkha und 1204 die Naimanen unter Tayang Baybugha im Westen. Damit waren die letzten Hürden auf dem Weg zur uneingeschränkten Macht überwunden.

### Ernennung zum Dschingis Khan und Veränderungen

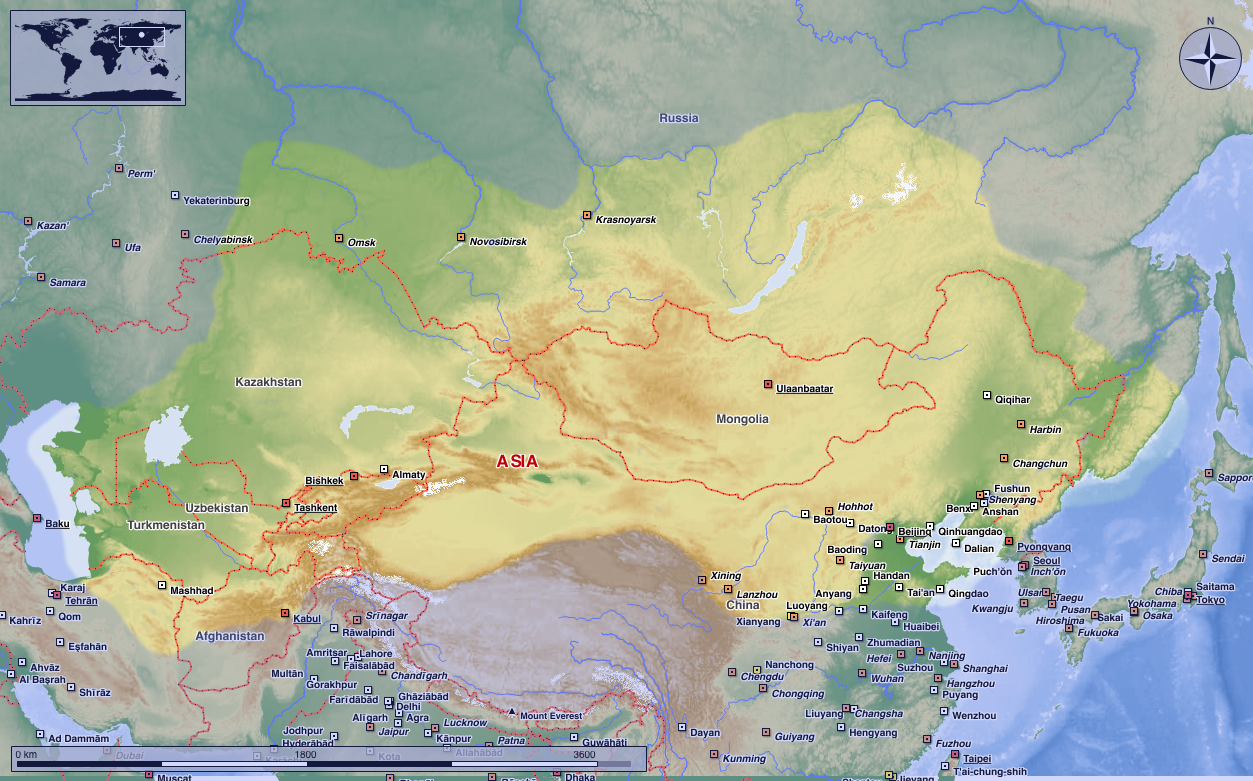
Das Reich der Mongolen beim Tode Dschingis Khans (1227)

Das Mongolenreich unter Dschingis Khan und seinen Nachfolgern.
Ausdehnung unter Dschingis Khan und Nachfolgern
Nachfolgereiche 1294:
Goldene Horde
Tschagatai-Khanat
Ilchanat
Yuan-Dynastie (Großes Khanat)

Im Jahr 1206 berief Temüdschin an der Quelle des Onon einen Reichstag ein, den sogenannten Kuriltai. Dort ernannten ihn die anwesenden Schamanen und Stammesfürsten zum „Dschingis Khan“, dem Großkhan aller Mongolen, und verliehen ihm dem Titel „ungestümer Herrscher“ (ozeangleicher Herrscher). Das ihm verliehene Hoheitszeichen, die weiße Standarte, steht heute zusammen mit neun weiteren Standarten der damaligen Kernstämme des Reiches als Symbol des heutigen mongolischen Staates im mongolischen Parlament. Die drei Zacken an der Spitze der Standarte stehen für Mond, Sonne und Flamme und sollen die Stärke der Mongolen symbolisieren. Der Mond symbolisiert die Vergangenheit, die Sonne die Gegenwart und die Flamme die Zukunft des Mongolenreiches.
Durch den Beschluss des Reichstags entstand ein neuer Staat mit Dschingis Khan als unumschränktem Herrscher und alleinigem Gesetzgeber. Die Regierung bildeten seine Mutter, Brüder und Söhne. Von Repräsentanten anderer Völker lernte er, wie man ein großes Reich verwaltet. Dazu befahl er seinem Sohn Ögedei, die alten und neuerlassenen Gesetze in Form eines mongolischen Grundgesetzes, der Jassa, aufzuschreiben. Dieses Werk fixierte Gebote und Vorschriften, die das Zusammenleben im neu gegründeten Mongolenreich regelten. Dadurch wurde die Willkürherrschaft der Stammesfürsten beendet und eine wesentliche Grundlage für ein geordnetes Staatswesen geschaffen. Nach anderer Quelle ließ er die Jassa von seinem schreibkundigen tatarischen Adoptivsohn Schigiqutuquals aufzeichnen und machte diesen zu seinem obersten Richter.
Als Nächstes organisierte er das Heer und ernannte einige seiner bisherigen Gefährten zu Tausendschaftsführern seiner Armee. Für diese und andere Ernennungen war nicht Blutsverwandtschaft oder Stammeszugehörigkeit entscheidend, sondern bedingungsloser Gehorsam dem Khan gegenüber und besondere Tapferkeit in vorausgegangenen Kämpfen. Der Stammesadel wurde weitgehend entmachtet und durch zuverlässige Leute (Köcherträger) ersetzt. Unzuverlässige Stammesgruppen wurden aufgelöst. Das war eine revolutionäre Änderung der sozialen Verhältnissen der Steppe. Gelegentlich übergab Dschingis Khan seiner Frau oder seiner Mutter kleine Jungen aus den jeweils unterworfenen Stämmen. Diese Kinder wurden adoptiert und wuchsen als gleichberechtigte Familienmitglieder mit den leiblichen Söhnen des Khans auf. So wuchs in seiner Jurte eine Gruppe oft talentierter Männer heran.
Neben der gut organisierten und streng disziplinierten Armee, einem zuverlässigen Machtmittel gegen die traditionelle Eigenständigkeit des Stammesadels, stellte der Großkhan eine Leibgarde von ca. 10.000 Soldaten auf. Diese setzte sich aus den Söhnen oder Brüdern von Stammesfürsten und Heerführern zusammen, welche als Krieger für ihn kämpften, aber zugleich als Geiseln dienten, um den Gehorsam des Steppenadels sicherzustellen.
Erst um 1220 kamen so viele ausländische Beamte in mongolische Dienste, dass man an eine Art Zivilverwaltung der unterworfenen Völker denken konnte. Dschingis Khan war Analphabet, erkannte aber die Bedeutung des Schriftwesens und ließ darum für die Verwaltung seines Reiches eine eigene Schrift entwickeln. So entstand die aus dem Uighurischen abgeleitete Mongolische Schrift.

### Weitere Eroberungen
Im Anschluss an die Einigung des Reiches wandte sich Dschingis Khan ab 1207 der Eroberung Chinas zu. In der Folge eroberte das Heer der Mongolen das Reich Xixia der Tanguten, das Reich der Jurchen im heutigen Nord- und Nordostchina und die reichen muslimischen Königreiche im heutigen Kasachstan, Usbekistan, Iran, Afghanistan und der Türkei; kleine Reiche unterwarfen sich als Vasallen. Es wird geschätzt, dass bei den gewaltsamen Einfällen des mongolischen Heeres etwa 30 % der Bevölkerung ums Leben kam. Dschingis Khan legte Wert darauf, dass bei den Massakern Künstler, Architekten und Verwalter verschont wurden, weil er sie für den Aufbau seines Reiches benötigte. Nachdem er 1209 die Tanguten unterworfen hatte, schuf er sich südlich der Großen Mauer ein Lager für weitere Eroberungszüge. 1211 führte er seine Truppen mit mehr als 100.000 Kämpfern Richtung Süden und Osten in das von der Jin-Dynastie beherrschte Gebiet und drang bis zur Halbinsel Shandong vor. 1215 eroberte er nach der Belagerung Pekings und Einnahme Pekings auch Shandong. 1219 entrichtete auch Korea Tribut.
Im Jahre 1217 beauftragte der Khan seinen General J̌ebe Noyan, den Naimanen Güčülük zu Fall zu bringen. Nach der Niederlage der Naimanen gegen Dschingis Khans Truppen 1204 war Tayang Baybughas Sohn Güčülük in das Reich Kara-Kitai geflüchtet und hatte dort die Macht an sich gerissen. Der bei der Bevölkerung verhasste Güčülük ergriff abermals die Flucht. J̌ebe verfolgte ihn bis nach Badachschan im heutigen Afghanistan, wo Güčülük 1218 den Tod fand. Kara-Kitai unterwarf sich daraufhin friedlich und so fiel das letzte verbliebene Steppenreich am Balchaschsee.
Im Westen wurde mit dem islamischen Choresmischen Reich in Persien ein Freundschaftsvertrag geschlossen, doch der Friede währte nur kurz. Bald wurde dort eine mongolische Karawane überfallen und die Reisenden ermordet.

### Reichsversammlung und Nachfolgefrage
Daraufhin berief Dschingis Khan 1218 eine erneute Reichsversammlung ein, um einen Vergeltungsschlag gegen dieses Reich im Westen und weitere Gesetze und Direktiven zu beschließen. Gleichzeitig wollte er die Nachfolge klären. Sein ältester Sohn war Dschötschi († 1227), der zweite Tschagatai († 1242), der dritte Ögedei († 1241), der vierte Tolui († 1232). Dschingis Khans Ehefrau Börte Udschin war vor Dschötschis Geburt vom verfeindeten Stamm der Merkiten entführt worden, weshalb Zweifel an der Vaterschaft ihres erstgeborenen Sohnes bestanden. Sein Name Dschötschi bedeutet der Fremde. Es entstand Streit zwischen den beiden ältesten Söhnen darüber, wer der Erstgeborene Temüdschins war.
Im Zuge dieses heftigen Streits unter den Söhnen wurde der älteste von allen anderen angegriffen. Als einer von ihnen zur Schlichtung den Vorschlag machte, Ögedei zum Nachfolger zu wählen, war Dschingis Khan damit einverstanden, da dieser als besonnen und großzügig galt. So wurde seine Nachfolge auf dieser Versammlung vertraglich festgehalten und außerdem auch ein Rachefeldzug gegen das Choresmische Reich beschlossen.

### Vergeltungsfeldzug
1219/20 besiegten die Mongolen in Transoxanien die Truppen des Choresm-Schahs. Buchara und Samarkand wurden erobert, und Sultan Ala ad-Din Muhammad starb auf der Flucht am Kaspischen Meer. Sein Sohn Dschalal ad-Din Mengübirti wurde 1221 am Indus besiegt und floh vorübergehend nach Indien.

### Gründung von Karakorum
1220 bestimmte Dschingis Khan den Ort der späteren Stadt Karakorum (schwarze Berge/schwarzer Fels/schwarzes Geröll), zunächst wohl nur als eine besondere Residenz am Ufer des Orchon für seinen Aufenthalt im Gebiet von Helin, da es für seinen Aufenthalt in anderen Gegenden seines Landes schon ähnliche Residenzen gab. Der Orchon war und ist die Lebensader der ganzen Region, und an seinem Ufer lagen schon vor Dschingis Khan die Zentren großer Steppenreiche. Durch eine Residenz an dieser Stelle stellte er sich bewusst in die Tradition seiner Vorgänger. Karakorum wurde später zur ersten Hauptstadt des Mongolenreiches und unter seinem Nachfolger befestigt. Für die Mongolen ist Karakorum heute das historische Zentrum ihres Nationalstaates.
Dschingis Khan holte Handwerker und Künstler ins Land, insbesondere in die neue Hauptstadt. Einige der fremden Handwerker und Künstler kamen freiwillig, andere wurden verschleppt. Die Mongolen eigneten sich die Kenntnisse der Fremden gewöhnlich nicht an, sondern sie ließen diese für sich arbeiten. Durch die tolerante Haltung von Dschingis Khan und seiner Nachfolger allem Neuen und Unbekannten gegenüber wurde ihre Hauptstadt nicht nur die Schaltzentrale der Reichsverwaltung und ein Zentrum des Handels und Kunsthandwerks, sondern auch Schmelztiegel unterschiedlicher Religionen, Kulturen und Völker.

### Feldzüge nach Osteuropa
Um 1220 griffen die Mongolen den Kaukasus und Südrussland an, 1223 drangen die Truppen unter J̌ebe und Sube'etai bis in die Ukraine vor. Dort besiegten sie die Rus und Kiptschaken in der Schlacht an der Kalka. Die Mongolen waren jedoch nicht gekommen, um Eroberungen zu machen, und zogen sich nach ihrem Sieg in die Mongolei zurück. Erst unter Dschingis Khans Nachfolger Ögedei kehrten die Mongolen fünfzehn Jahre später nach Osteuropa zurück, unterwarfen im sogenannten Mongolensturm die Rus und drangen bis nach Ungarn, Polen und Österreich vor. Auch an diesem Feldzug war Sube'etai als Kommandeur beteiligt.

### Tod und Nachfolge
1224/25 kehrte der Khan mit dem Plan einer Strafexpedition gegen die Tanguten in die Mongolei zurück. Auf dem Weg starb er, vermutlich am 18. August 1227. Die Todesursache ist nicht geklärt, nach der am weitesten verbreiteten Darstellung erlag er den inneren Verletzungen nach einem Reitunfall. Laut der Galizisch-Wolhynischen Chronik wurde er von den Tanguten getötet. Volkstümliche Überlieferungen berichten von einer tangutischen Prinzessin, welche ihr Volk rächen und ihrer Vergewaltigung zuvorkommen wollte, indem sie ihn mit einem versteckten Messer entmannte. Der italienische Paläopathologe Francesco Galassi nimmt an, dass Dschingis Khan an der Pest gestorben sei. Das überlieferte hohe Fieber und der schnelle Tod binnen einer Woche sprächen dafür. Zudem sei dessen Armee durch die Pest dezimiert worden.
Als Dschingis Khan 1227 starb, wurden der Legende nach alle Lebewesen in seiner Nähe getötet, darunter auch 2000 Menschen, die an seinem Begräbnis teilgenommen hatten. Seinen Bestattungsort hatten angeblich tausend Reiter mit den Hufen ihrer Pferde eingeebnet, und sie sollen nach ihrer Rückkehr sofort hingerichtet worden sein, damit sie den genauen Ort niemandem verraten konnten. Nach mongolischer Tradition wurde die Lage der Grabstätte geheim gehalten, und bis heute wurde das Grab von Dschingis Khan nicht gesichert gefunden. Allgemein wird angenommen, dass Dschingis Khan im Chentii-Aimag am Südhang des Burchan Chaldun begraben wurde, da dieser Berg eine wichtige Rolle in seinem Leben gespielt hatte. Wissenschaftler einer 2016 unternommenen Expedition vermuten die Grabstätte auf dem Gipfel des Berges, wobei keine Grabungen, sondern nur Luftaufnahmen durchgeführt wurden. Da es eine Vielzahl an Legenden um seine Beerdigung gibt, kommen grundsätzlich jedoch auch andere Grabstätten in Frage. Mit Sicherheit ausschließen kann man den Standort des Dschingis-Khan-Mausoleums bei Ordos in der Inneren Mongolei, bei dem es sich um ein Kenotaph handelt.
Zum Zeitpunkt des Todes von Dschingis Khan war sein Reich 19 Millionen km² groß und damit doppelt so groß wie das heutige China. Es reichte nun vom Chinesischen Meer im Osten bis zum Kaspischen Meer im Westen und ist der einzige Nomadenstaat der Welt, der 200 Jahre lang Bestand hatte. Erst unter Dschingis Khans Nachfolgern erreichte er seine endgültige Ausdehnung.
Dschingis Khan hatte, entgegen aller Tradition, aber getreu seinem Grundsatz, dass Kompetenz und Eignung entscheide, noch zu Lebzeiten auf der Reichsversammlung von 1218 seinen zweitjüngsten Sohn Ögedei zu seinem Nachfolger bestimmt. Normalerweise trat in der mongolischen Erbfolge der jüngste Sohn die Nachfolge des Vaters an und erbte dessen Besitztümer – abzüglich des Anteils der älteren Söhne. Getreu der Vereinbarung wurde auf einem Reichstag 1229 der neue Großkhan Ögedei zum Herrscher aller Mongolen ausgerufen. Die unterworfenen Völker und ihre Gebiete wurden unter Tschagatai, Ögedei und Tolui sowie den Nachkommen des verstorbenen vierten Sohnes Dschötschi aufgeteilt. Jeder bekam sein eigenes Teilreich (Khanat). Gemeinsam vergrößerten die vier Familien das Reich, bis sie sich endgültig zerstritten (vgl. Stammliste der Dschingisiden).

## Nachwirkung
Die nach Dschingis Khans Tod geschriebene Geheime Geschichte der Mongolen stellt heraus, dass er aufgrund seines Werdeganges höchsten Wert auf die persönliche Treue und Loyalität der Menschen gegenüber ihrem Herren oder ihren Freunden legte.
Außerdem war er in religiösen Dingen sehr tolerant und bereit, jeder Glaubensrichtung und jeder Staatsphilosophie sein Ohr zu leihen. Gegen Ende seines Lebens begriff er offenbar, dass seine Regierungsprinzipien nicht die einzig gültigen waren, und setzte Berater wie den Kitan Yelü Chucai und den Choresm-Türken Machmud Jalatwatsch in Spitzenpositionen ein, um sein Reich umfassend zu organisieren. Allerdings trug dieses Bemühen erst nach seinem Tod unter seinen Söhnen und Enkeln Früchte. Dschingis Khans Reich wurde weiter ausgebaut und war gegen 1260 im Inneren so gut organisiert und befriedet, wie es für die meisten seiner Territorien zu keiner anderen Zeit der Fall war. Entsprechend spricht man von dieser Epoche auch als Pax Mongolica und das Reich umfasste in seiner größten Ausdehnung – je nach Quelle – circa 26 bis 31 Millionen km² und somit etwa anderthalb bis doppelt so groß wie Russland als heute größter Staat.

## Nachkommen
Dschingis Khan zeugte mit einer Vielzahl von Frauen zahlreiche Kinder, und mehrere seiner Söhne und Enkel taten es ihm darin gleich. Nach Schätzungen sind heute etwa 16 Millionen Männer Nachfahren des Mongolenherrschers. Diese Schätzung wird nicht allgemein akzeptiert. Zwischen Pazifischem Ozean und Kaspischem Meer ist bei etwa acht Prozent der männlichen Bevölkerung eine gemeinsame genetische Signatur im Y-Chromosom feststellbar. Forscher datierten den Ursprung dieses Merkmals wenige Generationen vor Dschingis Khan. Es wird darum angenommen, dass er und seine nahen männlichen Verwandten möglicherweise für dessen ungewöhnlich starke Verbreitung verantwortlich waren. Die Bestätigung dieser Spekulation könnte allein die Analyse seiner DNS liefern.

## Gesellschaftlicher Kontext

### Stammesorganisation der Mongolen
Die Mongolen siedelten ursprünglich im Nordosten der heutigen Mongolei, zwischen den Flüssen Onon und Kerulen. Sie setzten sich aus nomadischen Hirtenstämmen der Steppe sowie Jägern und Fischern der Waldgebiete zusammen und waren in zahlreiche kleinere Gruppierungen zersplittert.
Das Weidegebiet war (und ist bis heute) Gemeineigentum, Besitzrechte an Grund und Boden waren unbekannt. Trotzdem bestand aufgrund der ungleichen Verteilung des Viehbesitzes eine frühfeudale Ordnung innerhalb der einzelnen Stämme. Stammesübergreifend wurden die Führer für Kriegs-, Raub- und Jagdzüge um 1200 noch von den Stammesfürsten auf einer Kurultai frei gewählt, aber es bildete sich in den Einigungskämpfen jener Zeit eine Militäraristokratie heraus, die im Laufe der Entwicklung der mongolischen Kriegführung sehr viel Macht erlangte und deren Führungspositionen unter Dschingis Khan schließlich erblich wurden.

### Militärorganisation

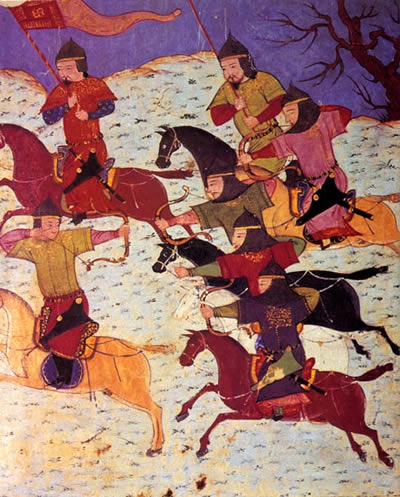
Berittene Bogenschützen der Mongolen
aus der Universalgeschichte von Raschid ad-Din

Die mongolische Armee war nach dem Dezimalsystem organisiert. Die Truppen wurden in Zehnerschaften geordnet, und die Männer kontrollierten sich gegenseitig. Floh ein Krieger vor dem Feind, mussten auch die anderen neun sterben. Mit der Übergabe von Pferdehaaren, ein Haar von jedem Pferd eines jeden Soldaten, schworen die Armeeführer dem Khagan bedingungslosen Gehorsam. Aus diesen Pferdehaarbündeln entstand die Schwarze Standarte, das neue Feldzeichen der Mongolen. Diese Standarte wird noch heute als wichtiges nationales Symbol im Verteidigungsministerium in Ulaanbaatar aufbewahrt.
Die Schlagkraft der neuen Armee beruhte auf ihrer strengen Disziplin, ihrer Wendigkeit der zähen und ausdauernden Pferde, ihren Waffen und ihrer ausgefeilten Gefechtstaktik. Jeder Reiter führte zwei bis drei Pferde mit sich und konnte so in kürzester Zeit große Entfernungen zurücklegen. Dabei machten sie unterwegs nur Rast zum Essen und Schlafen. Als Proviant führten die Kämpfer u. a. getrocknetes Fleischpulver (Borts) in am Sattel befestigten Kuhblasen mit sich. Borts ist praktisch unverderblich und wird wie eine heutige Tütensuppe in heißem Wasser aufgekocht. Mit dieser energiespendenden und nahrhaften Verpflegung konnten sie sich monatelang versorgen.
Alle Mongolen wurden von Kind an als Reiter und Bogenschützen ausgebildet. Die Jagd galt ihnen als die Schule des Krieges. Ihre Hauptwaffe war ein Kompositbogen. Sie führten immer mehrere Bögen und viele Pfeile mit geschmiedeten Eisenspitzen mit sich. Die Kompositbögen verliehen den abgeschossenen Pfeilen eine hohe Durchschlagskraft. Durch die Verwendung von Steigbügeln konnten sie Pfeile auch nach hinten abschießen (Parthisches Manöver).
Eine häufig angewandte Gefechtstaktik bestand aus einem kurzen Angriff mit anschließend vorgetäuschtem Rückzug, um die verfolgenden Feinde in einen Hinterhalt zu locken. Auf einer höheren Ebene wurde versucht, die feindliche Armee ganz oder in Teilen einzuschließen und zu vernichten. Dieser Ansatz und die dafür nötige Organisation leiten sich vermutlich von Erfahrungen mit der Kesseljagd in der Steppe ab.